# Jo Yi-jin
Jo Yi-jin (de nacimiento Jo Bo-hyun) es una actriz surcoreana. Conocida por las películas The Aggressives (2005) y Over the Border (2006).

## Filmografía

### Cine
| Año  | Título          | Rol          |
| ---- | --------------- | ------------ |
| 2005 | The Aggressives | Han-joo      |
| 2006 | Over the Border | Lee Yeon-hwa |
| 2015 | Don't Forget Me |              |

### Serie de televisión
| Año  | Título                                      | Rol               | Red       |
| ---- | ------------------------------------------- | ----------------- | --------- |
| 2003 | My Fair Lady                                | Yoo Ji-in         | SBS       |
| 2004 | Stained Glass                               | Park Tae-hee/Mako | SBS       |
| 2005 | MBC Best Theater "The Navigator of My Life" | Lee Hyun-soo      | MBC       |
| 2012 | Korean Peninsula                            | Park Hye-jung     | TV Chosun |
| 2013 | The Firstborn                               | Kim Young-ran     | jTBC      |